# Eupithecia albibasalis
Eupithecia albibasalis är en fjärilsart som beskrevs av William Schaus 1913. Eupithecia albibasalis ingår i släktet Eupithecia och familjen mätare. Inga underarter finns listade i Catalogue of Life.